# Antonio Pérez Henares
Antonio Pérez Gómez, más conocido como Antonio Pérez Henares o simplemente Chani (Bujalaro, Guadalajara, 15 de octubre de 1953), es un escritor y periodista español.

## Biografía
Aprendió a leer y escribir en la escuela rural de su pueblo natal de la mano de su primer maestro, don Enrique, y a estudiar el bachillerato, con beca,  en los jesuitas de Durango (Vizcaya), donde emigraron sus padres. Lo completó, a su vuelta, en Guadalajara, donde protagonizó movimientos culturales juveniles progresistas, y cursó estudios superiores en la Facultad de Ciencias Políticas y Sociología de la Universidad de Madrid. En 1968 se afilió al PCE, en cuyas filas vivió el final del franquismo y la transición a la democracia.
Ejerce el periodismo desde los 18 años, cuando se incorporó al diario Pueblo. Ha trabajado después en publicaciones como Mundo Obrero, Tiempo, El Globo o medios radiofónicos como la cadena SER. En 1989 entró al equipo directivo del semanario Tribuna, del que fue director entre 1996 y 1999. De 2000 a 2007 coordinó las ediciones especiales del diario La Razón, de donde pasó al grupo Negocio, que dirigió hasta enero de 2012. Tras ello pasó a ocupar  el puesto de director de publicaciones de PROMECAL, editora de más de una docena de periódicos autonómicos de Castilla y León y Castilla-La Mancha. 
Ha sido hasta 2018 comentarista político habitual de RNE, TVE (La noche en 24 horas y Los desayunos ), y hasta 2020 de la La Sexta en (Al rojo vivo) donde dejó de participar por desacuerdos por la línea informativa de la cadena sobre la causas y efectos de la pandemia por coronavirus en España. Actualmente lo es de la Radio Televisión de Castilla y León y de otras cadenas autónómicas. A través de Europa Press, sus columnas se publican en más de 40 diarios de toda España.
El 31 de mayo de 2018, decidió abandonar la tertulia política de RNE en directo. Mientras que algunos medios mantienen que es por el trato que se le da en el programa, compañeros del programa denuncian su comportamiento y salen a la defensa del presentador, llegando a calificar a Henares de «rata».
El 6 de abril de 2020 hizo pública su decisión de abandonar definitivamante las tertulias televisivas por una cuestión de "principios, coherencia y dignidad".
Actualmente es el presidente de la asociación Escritores con la Historia que agrupa a más de 50 escritores de novela histórica, género de ficción.

## Reconocimientos
- 2021. Es nombrado académico correspondiente de la Real Academia Hispano Americana de Ciencias, Artes y Letras.[7]

Premios literarios
- 1983. Premio Emilio Hurtado de Libro de Cuentos de Caja España por Las bestias.
- 1984. Premio Tigre Juan (Oviedo) por La cruzada del perro.
- 1984. Premio Flor de Nieve de los Pirineos por El hijo del italiano.
- 2008. Premio de Novela Histórica Ciudad de Cartagena, por El último cazador.[8]
- 2022. Premio Iberoamericano de las Letras de la Fundación Carlos III.[9]

## Obra literaria
Es reconocido por su trilogía prehistórica, la saga Nublares, a la que siguió, ambientada también en el paleolítico La mirada del lobo, que recrea el momento del Paleolítico en que el lobo —origen de todos los perros— y el hombre anudaron un vínculo que aún perdura. En su última novela, La canción del bisonte, narra el momento en que las dos especies, cromañones y neandertales, compartieron el planeta y los últimos acabaron por extinguirse en la península ibérica. En 2021 la obra ha sido editada en Francia, bajo el título Le Chant du Bison por la editorial Hervé Chopin. Tras el éxito obtenido se ha comenzado a editar también toda su saga prehistórica y ya se ha publicado también la novela que la comenzó "Nublares", con el título "Le clan des brumes".  
Ha tratado la historia medieval en novelas como El rey pequeño, enmarcada en los tiempos del rey castellano Alfonso VIII, huérfano y acosado desde los tres años que acabaría por vencer en la trascendental batalla de Las Navas de Tolosa; y La tierra de Alvar Fáñez (primo hermano de Rodrigo Díaz de Vivar, el Cid) el gran héroe de la frontera castellana contra los almorávides y alcaide y defensor de Toledo tras su conquista por el rey Alfonso VI, conquistador de Toledo. Vino después  Tierra Vieja inscrita también en esa época pero con la mirada puesta en las gentes de a pie que repoblaron y defendieron las fronteras. En el año 2024 acaba de publicar "El juglar" La voz del Cantar de Mio Cid, donde da vida a aquellos juglares que pusieron las primeras piedra de la lengua ahora universal con sus romances y cantares, entre los que el gran poema épico sobre el gran héroe castellano.  
Se inscribe también en el género «Cabeza de Vaca» que narra la epopeya del explorador español que cruzó desde Florida al Pacífico por todo el sur de EE. UU. y México y que de ser prisionero de los indios pasó a ser un gran chamán para sus tribus y un gran defensor suyo. La saga americana continuó después con La Española, que tiene como escenario aquel principio del Descubrimiento y Conquista de América, la isla, las expediciones y las gentes que cambiaron la historia del Mundo.
En ensayo su última publicación ha sido Tiempo de Hormigas sobre los peligros que acechan a la libertad y el neototalitarismo que se está imponiendo a través de la dictadura de lo «políticamente correcto» en la sociedad occidental. 

### Narrativa
- La piel de la tierra (Enjambre, 1980), relatos
- Las bestias (Noega, 1984), Premio Emilio Hurtado
- La cruzada del perro (Júcar, 1985), Premio Tigre Juan
- El río de la lamia (Algaida, 1998)
- Nublares, saga prehistórica, 1 (Plaza & Janés, 2000)
- Un sombrero para siete viajes (Plaza & Janés, 2001), cuaderno de viaje
- El hijo de la garza, saga prehistórica, 2 (Plaza & Janés, 2002)
- El hijo del italiano (Témpora, 2004)
- El pájaro de la aventura (Martínez Roca, 2006), cuaderno de viaje
- El último cazador, saga prehistórica, 3 (Almuzara, 2008)
- El diario del perro Lord (La Trébere, 2010)
- La mirada del lobo, saga prehistórica, 4 (La Esfera de los Libros, 2010)
- Yo, que sí corrí delante de los grises (Almuzara, 2013), memorias
- La tierra de Alvar Fáñez (Almuzara, 2014)
- El sonido de la tierra (Almuzara, 2015)
- El rey pequeño (Ediciones B, 2016)
- La canción del bisonte (Ediciones B, 2018; en francés:[11] Hervé Chopin, 2021)
- Cabeza de Vaca (Ediciones B, 2020)
- Tierra vieja (Ediciones B, 2022)
- La Española (Harper Collins,2023)
- El Juglar (Harper Collins,2024)

### Ensayo[12]
- con Carlos Malo de Molina y Enrique Curiel: Luces y sombras del poder militar en España (Temas de Hoy, 1989)
- con José María Latorre: Fantasmas (Tribuna, 1990)
- con Virginia Fernández Galvín: Los curanderos de España (Tribuna, 1990)
- con Carlos Malo de Molina: Como ser infiel sin que te descubran (Temas de Hoy, 1991)
- Nobles y plebeyos (Temas de Hoy, 1992)
- 101 maneras de vivir sin sexo (Ediciones B, 1993)
- Los nuevos señores feudales (Temas de Hoy, 1994)
- con Carlos Malo de Molina: Así será España en 1996 (Temas de Hoy, 1996)
- Antonio Buero Vallejo, una digna lealtad (Junta de Comunidades de Castilla-La Mancha, 1998)
- con Carlos Malo de Molina y José María Valls Blanco: La conducta sexual de los españoles (Ediciones B, 1998)
- con Antonio Franco: Miguel de la Quadra Salcedo, el último explorador (Plaza & Janés, 2001)
- con Pedro Aguilar, Francisco García Marquina y Manuel Leguineche: La letra de los ríos (Intermedio, 2003)
- Las siete vidas del progre (La Esfera de los Libros, 2003)
- con Diego Mazón: Ilustres soldados de armas y letras (Dédalo, 2005)
- Los vencedores del asfalto (La Trébere, 2012)
- Tiempo de hormigas (Ediciones B, 2021)

### Poesía
- Animales, vegetales y minerales (Ediciones Irreverentes, 2008)
- El vuelo de la garza (Pigmalión, 2011)